# 卡爾弗特比奇 (馬里蘭州)
卡爾弗特比奇（英語：Calvert Beach）是位於美國馬里蘭州卡爾弗特縣的一個普查規定居民點。

## 人口
根據2020年美國人口普查的數據，卡爾弗特比奇的面積為2.13平方千米，當中陸地面積為2.13平方千米，而水域面積為0.00平方千米。當地共有人口791人，而人口密度為每平方千米371.36人。